# Actenicerus
Actenicerus é um género de besouro click pertencente à família Elateridae. Possui 2 subgéneros e cerca de 37 espécies distribuídas principalmente no Hemisfério Norte. Destas, 26 são endêmicas do Japão.

## Espécies
- Actenicerus aerosus (Lewis, 1879)
- Actenicerus alternatus (Heyden, 1886)
- Actenicerus ashiaka (Kishii, 1985)
- Actenicerus athoides (Kishii, 1955)
- Actenicerus chokai (Kishii, 1966)
- Actenicerus defloratus (Schwarz, 1902)
- Actenicerus formosensis (Miwa, 1928)
- Actenicerus fruhstorferi (Schwarz, 1902)
- Actenicerus giganteus (Kishii, 1975)
- Actenicerus infirmus (Reitter, 1892)
- Actenicerus jeanvoinei (Fleutiaux, 1936)
- Actenicerus kiashianus (Miwa, 1928)
- Actenicerus kidonoi (Ôhira, 2006)
- Actenicerus kunimi (Kishii, 1966)
- Actenicerus kurilensis (Dolin, 1987)
- Actenicerus maculipennis (Schwarz, 1902)
- Actenicerus miyanourana (Kishii, 1968)
- Actenicerus montanus (Kishii, 1998)
- Actenicerus mushanus (Miwa, 1928)
- Actenicerus nagaoi (Ôhira, 19670)
- Actenicerus naomii (Kishii, 1996)
- Actenicerus nempta (Kishii, 1996)
- Actenicerus octomaculatus (Kishii, 1978)
- Actenicerus odaisanus (Miwa, 1928)
- Actenicerus ohbayashii (Ôhira, 1964)
- Actenicerus orientalis (Candèze, 1889)
- Actenicerus paulinoi (Desbrochers des Loges, 1873)
- Actenicerus pruinosus (Motschulsky, 1861)
- Actenicerus siaelandicus (O. F. Müller, 1764)
- Actenicerus suzukii (Miwa, 1928)
- Actenicerus taishu (Kishii, 1996)
- Actenicerus takeshii (Arimoto, 1992)
- Actenicerus tesselatus (Fabricius, 1775)
- Actenicerus toyoshimai (Arimoto & Watanabe, 1993)
- Actenicerus tsugaru (Kishii, 1978)
- Actenicerus yaku (Nakane & Kishii, 1958)
- Actenicerus yamashiro (Kishii, 1998)